# 짐바브웨의 국기

비율 1:2

대통령기

국기의 원형이 된 짐바브웨 아프리카 민족 연맹 - 애국 전선의 기

짐바브웨의 국기는 1980년 8월 18일에 제정되었다. 국기에 사용된 색인 초록색, 노란색, 빨간색, 검은색, 하얀색은 짐바브웨 아프리카 민족 연맹 - 애국 전선(ZANU-PF)이라는 정당의 당기에서 유래된 것이다.
초록색은 농업과 짐바브웨의 농업 지역, 노란색은 나라의 풍부한 광물, 붉은색은 독립과 해방 전쟁을 위해 흘린 피, 검은색은 짐바브웨의 아프리카 선주민들의 전통과 문화, 하얀색은 평화를 의미한다.
국기 왼쪽에 있는 검은색 테두리의 하얀색 삼각형에 그려져 있는 짐바브웨 새는 짐바브웨의 상징임과 동시에 짐바브웨의 역사를 의미하며, 붉은색 별은 짐바브웨 아프리카 민족 연맹 - 애국 전선의 사회주의 이념인 국제주의를 의미함과 동시에 혁명 투쟁과 평화를 의미한다.

## 색상
| 색상 | 초록               | 노랑                | 빨강                | 검정            |
| ---- | ------------------ | ------------------- | ------------------- | --------------- |
| RGB  | 49–146–8 (#319208) | 255–210–0 (#FFD200) | 222–32–16 (#DE2010) | 0–0–0 (#000000) |

## 역대 국기

남로디지아의 기 (1923년–1964년)
로디지아의 기 (1964년–1968년, 1979년–1980년)
로디지아의 기 (1968년–1979년)
짐바브웨 로디지아의 기 (1979년)